# 科特氏裂齒脂鯉
科特氏裂齒脂鯉，為輻鰭魚綱脂鯉目脂鯉亞目上口脂鯉科的其中一個種，分布於南美洲馬拉開波湖流域，體長可達40公分，棲息在底中層水域，以植物為食，生活習性不明。